# Jarosław Urbaniak
Jarosław Piotr Urbaniak (Ostrów Wielkopolski; 7 de Agosto de 1966 — ) é um político da Polónia. Ele foi eleito para a Sejm em 25 de Setembro de 2005 com 7400 votos em 36 no distrito de Kalisz, candidato pelas listas do partido Platforma Obywatelska.